# Prospect Avenue (stacja metra na White Plains Road Line)
Prospect Avenue – stacja metra nowojorskiego, na linii 2 i 5. Znajduje się w dzielnicy Bronx, w Nowym Jorku i zlokalizowana jest pomiędzy stacjami Intervale Avenue i Jackson Avenue. Została otwarta 26 listopada 1904.